# Орли (хоккейный клуб)
«Орли Зноймо» (чеш. HC Orli Znojmo) — чешский хоккейный клуб из города Зноймо. В настоящий момент играет в Австрийской хоккейной лиге. Домашние матчи проводит на Невога Арене, вместимостью 4800 зрителей.

## История
Основан в 1933 году. До начала 90-х играл в низших лигах Чехословакии. Позже выступал в Первой лиге Чехии. В 1999 году клуб дебютировал в Экстралиге. Высшего достижения добились в сезоне 2005/2006, когда «орлы» добрались до полуфинала. В 2009 году команда продала лицензию на участие в Экстралиге и отыграла два сезона в Первой лиге. В 2011 году клуб подал заявку на вступление в Австрийскую хоккейную лигу.

## Прежние названия
- 1933—1945 — ТЕ Сокол Зноймо
- 1945—1948 — СК Зноймо
- 1948—1953 — ЗСЕ ЧССЗ Зноймо
- 1953—1956 — Славой Зноймо
- 1956—1957 — Искра Зноймо
- 1957—1960 — ТЕ Руда Гвезда Зноймо
- 1960—1972 — ТЕ Зноймо
- 1972—1990 — ТЕ Зноймо - Агроподник
- 1990—1993 — СК Агроподник Зноймо
- 1993—1998 — СК Зноемшти Орли
- 1998—2001 — Экскалибур Зноемшти Орли
- 2001—2004 — ХК ИМЕ Зноемшти Орли
- 2004—2009 — Зноемшти Орли
- 2009— н.в. — Орли Зноймо

## Достижения
Чешская экстралига
- Полуфинал: 2006

Первая чешская лига
- Чемпион: 1999
- Финалист: 1998

Вторая чешская лига
- Чемпион: 1997

Южноморавская региональная лига
- Чемпион: 1994

Австрийская хоккейная лига
- Четвертьфинал: 2012, 2013, 2014